# Antivenin

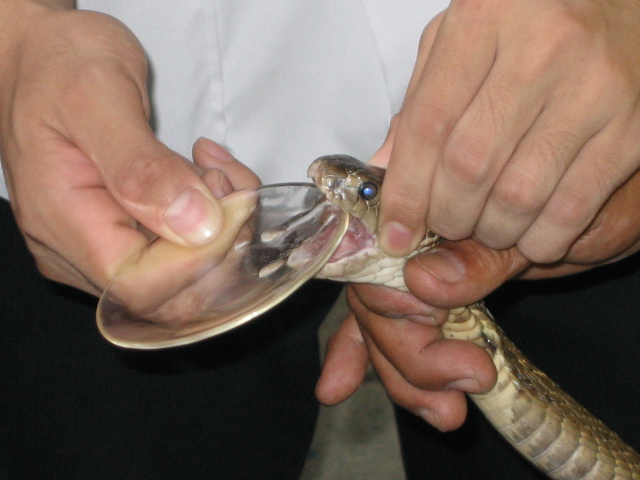
Entnahme von Schlangengift

Ein Antivenin oder Antivenom ist ein speziell für die Behandlung von Bissverletzungen durch giftige Tiere entwickeltes Immunserum. Antivenine werden gegen Bisse, Stiche, oder bei Quallen auch Berührungen von Schlangen, Skorpionen, Spinnen, Kegelschnecken und Würfelquallen eingesetzt. Einzelne Antivenine sind in der Regel immer nur bei Bissen durch eine Art oder Angehörigen einer nahe verwandten Artengruppe anwendbar. Kommerziell erhältliche Produkte sind darum polyvalente Mischungen verschiedener Seren, z. B. das Schlangengift-Immunserum „Europa“ gemäß Europäischem Arzneibuch (Kreuzotter, Bergotter, Sandotter, Aspisviper, Levante-Viper).

## Schlangen-Antivenine
Weltweit gibt es etwa 400 giftige Schlangenarten (von insgesamt gut 3.400), die fast alle in den Tropen und Subtropen heimisch sind. Weltweit schätzt man etwa 5,4 Mio. Schlangenbisse pro Jahr mit 81.000–138.000 Todesopfern. In Mitteleuropa gibt es dagegen nur wenige giftige Viperarten (Europäische Hornotter, Kreuzotter, Aspisviper), deren Bisse zudem nur selten lebensbedrohlich sind (ca. 2 % Letalität). Die wenigen in den letzten Jahren berichteten Todesfälle wurden durch tropische Giftschlangen in Privatbesitz verursacht (Stand 2010).
Schlangengifte sind Mischungen von zahlreichen Enzymen, die auf Nervenzellen, Blutgefäßzellen und/oder Blutkörperchen giftig wirken. Als Antivenin verwendet man entsprechende Antikörper. Zur Herstellung setzt man Pferde oder Schafe den Toxinen aus; die daraufhin gebildeten Antikörper werden dann aus dem Blut der Tiere extrahiert und aufkonzentriert.
Wegen der hohen Kosten und begrenzten Lagerfähigkeit werden Antisera nur in zentralisierten Depots aufbewahrt, in Deutschland meist in den tropenmedizinischen Instituten der Universitätskliniken. Sie dürfen nur vom Arzt unter stationären Bedingungen angewendet werden.

### Debatte um Wirtschaftlichkeit
2016 stellte die Firma Sanofi Pasteur MSD die Produktion ihres hochwirksamen Kombinations-Antivenins Fav-Afrique zur Behandlung von Patienten nach Bissen der zehn wichtigsten Giftschlangen-Arten der Subsahara-Region ein. Zur Begründung hieß es, die afrikanischen Abnehmer kauften seit 2006 billigere Antivenine anderer Hersteller, etwa aus Indien, deshalb sei die Herstellung nicht mehr wirtschaftlich. Die Weltgesundheitsorganisation verwies jedoch darauf, dass keineswegs alle Konkurrenzprodukte dieselbe Wirksamkeit hätten wie Fav-Afrique. Ursache dafür sind regional unterschiedliche Ernährungsgewohnheiten von Schlangen, so dass selbst das Gift einer einzigen Art unterschiedlich zusammengesetzt sein kann und der Forschungsaufwand zur Herstellung von hocheffektiven Antiveninen dementsprechend hoch ist. Sanofi Pasteur MSD bot daraufhin seine Technologie angeblich anderen Firmen zur Übernahme an. Inzwischen bieten vor allem lateinamerikanische Pharma-Hersteller, darunter eine Firma aus Costa Rica, Kombi-Antivenine zum Selbstkostenpreis an. Im Zusammenhang mit dem Produktionsstopp von Fav-Afrique sprachen Kritiker von einem "Teufelskreis": Viele ärmere Patienten könnten sich die teuren Präparate nicht leisten, die Nachfrage bleibe somit gering und die Pharmaindustrie nehme die Seren wegen ausbleibender Gewinne vom Markt.

### Empfehlungen zum Einsatz
Man kann davon ausgehen, dass nur bei 50 % der Giftschlangenbisse auch wirklich Gift in die Wunde gelangt, da die Schlangen auch sogenannte „Verteidigungsbisse“ oder „trockene Bisse“ ohne Giftinjektion ausführen. Durch die WHO wird der Einsatz von Antivenin bei Schlangenbissen nur dann empfohlen, wenn sich eindeutige Vergiftungssymptome am gesamten Körper oder schwere Komplikationen an der Bisswunde zeigen.

### Nebenwirkungen
Da das so produzierte Antiserum aus tierischem Eiweiß besteht, entwickeln die meisten Patienten eine Serumkrankheit (Immunreaktion mit Fieber, Gelenkschmerzen und Hautausschlag). Es drohen außerdem schwere allergische Nebenwirkungen bis hin zum Kreislaufschock; daher werden Antiseren nur in begründeten Fällen und nachgewiesenen schweren Vergiftungen durch möglichst spezialisierte Krankenhäuser eingesetzt.